# State Line City (Indiana)
State Line City es un pueblo ubicado en el condado de Warren en el estado estadounidense de Indiana. En el Censo de 2010 tenía una población de 143 habitantes y una densidad poblacional de 397,21 personas por km².

## Geografía
State Line City se encuentra ubicado en las coordenadas 40°11′51″N 87°31′37″O / 40.19750, -87.52694. Según la Oficina del Censo de los Estados Unidos, State Line City tiene una superficie total de 0.36 km², de la cual 0.36 km² corresponden a tierra firme y (0%) 0 km² es agua.

## Demografía
Según el censo de 2010, había 143 personas residiendo en State Line City. La densidad de población era de 397,21 hab./km². De los 143 habitantes, State Line City estaba compuesto por el 98.6% blancos, el 0.7% eran afroamericanos, el 0% eran amerindios, el 0% eran asiáticos, el 0% eran isleños del Pacífico, el 0% eran de otras razas y el 0.7% pertenecían a dos o más razas. Del total de la población el 0.7% eran hispanos o latinos de cualquier raza.